# Brenno Del Giudice
Brenno Del Giudice (né le 23 novembre 1888 à Venise et y décédé le 6 décembre 1957) est un architecte italien adepte du Stile Liberty.

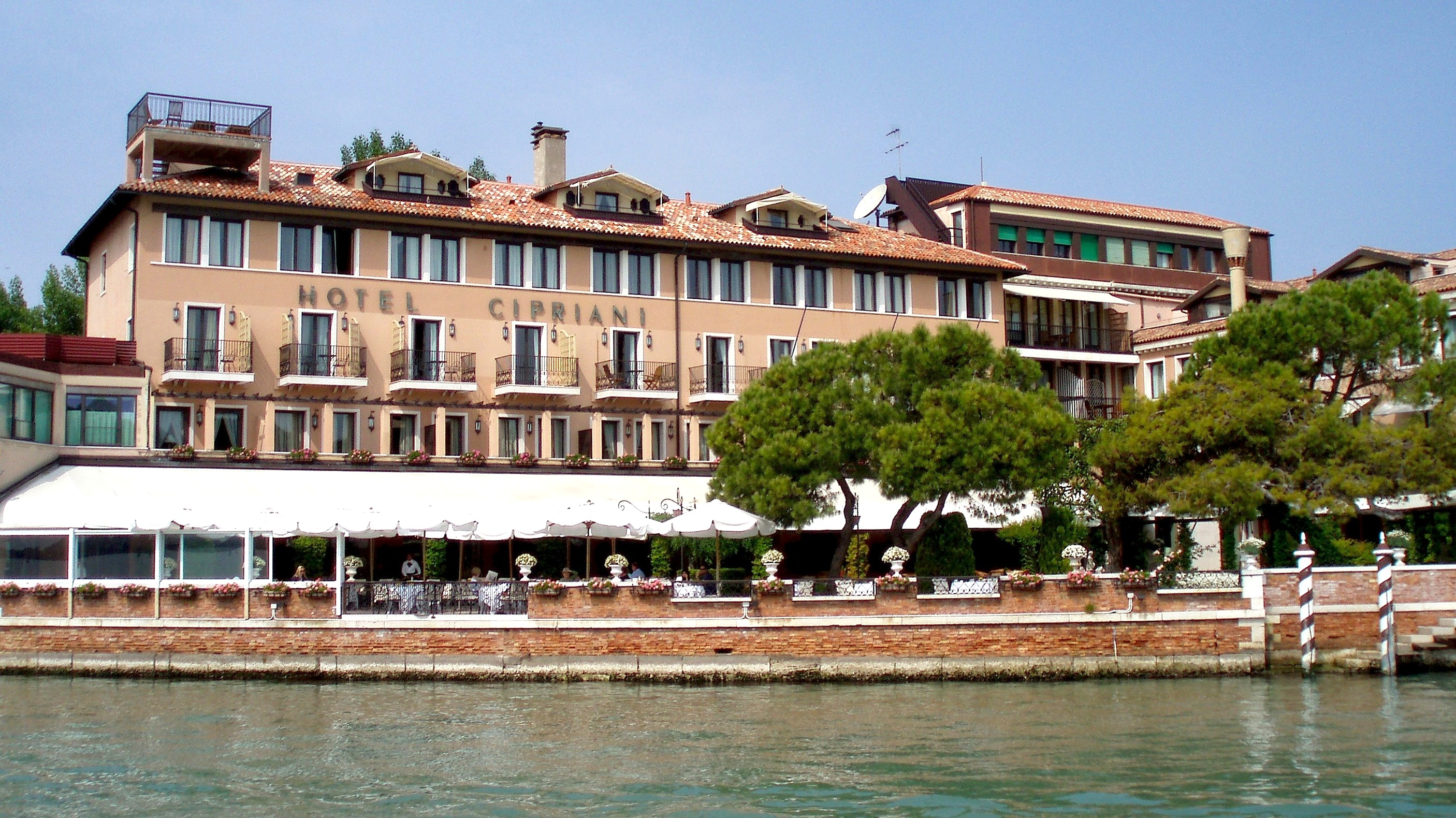
L'hôtel Cipriani à la Giudecca

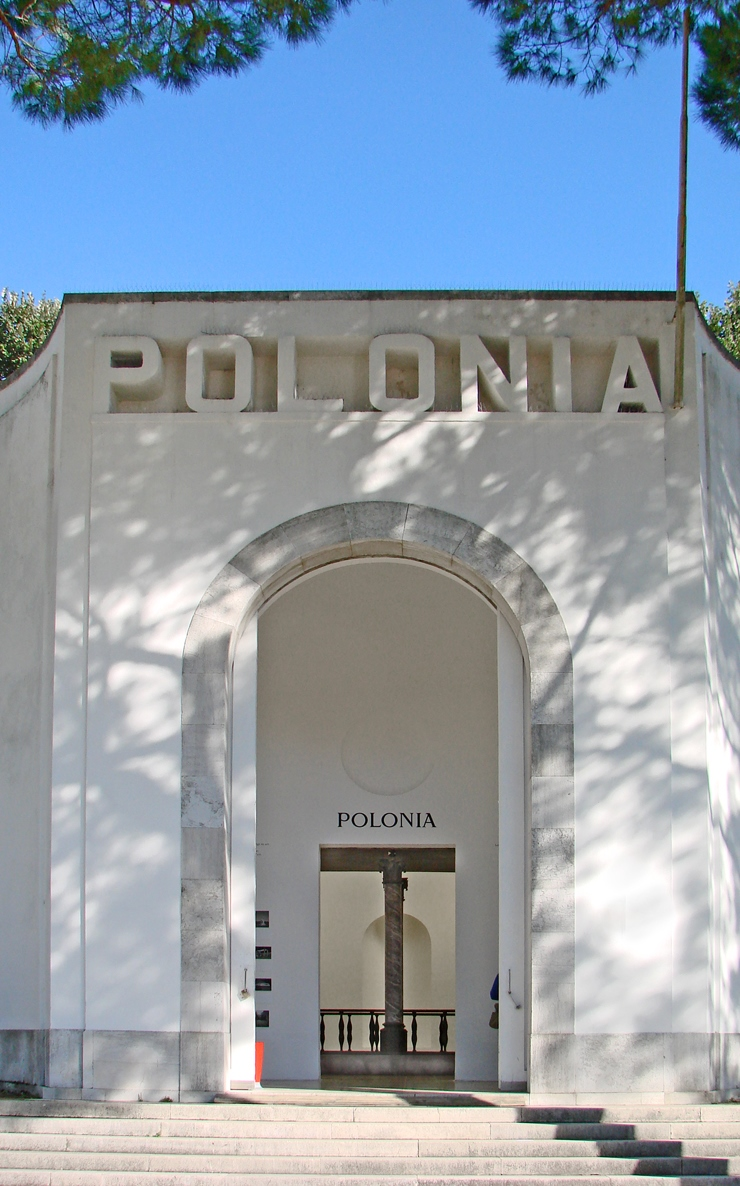
Le pavillon polonais de la Biennale de Venise

## Biographie
Del Giudice a étudié à l'Accadémie des Beaux-Arts de Venise où il a obtenu la licence de professeur de conception architecturale en 1908.
À partir de 1919, il est collaborateur de l'étude de Giuseppe Torres.
A la fin des années vingt son projet a remporté le concours pour la construction de la nouvelle cathédrale de La Spezia, mais son projet n'a pas été réalisé.
Il a construit plusieurs bâtiments à Venise, y compris certains pavillons de la Biennale di Venezia.
Dans le goût de la propagation du baroque floral en Italie au début du siècle, Brenno Del Giudice fournit des interprétations convaincantes et dynamiques de l'architecture de la Renaissance tardive vénitienne, caractérisé par une recherche minutieuse de connexions plastico-coloristiques (telle la Villa Rossi au Lido en 1924 en partenariat avec Fausto Finzi).
L'étude approfondie différents types d'architecture: villas, églises, théâtres, bâtiments collectifs. Il combine l'intérêt pour les meubles et les arts appliqués, réalisant certaines œuvres particulièrement complexes, telle la villa Papadopoli à Vittorio Veneto (1919) en étroite collaboration avec le peintre et décorateur Guido Cadorin. Plus tard, la conversion au goût du régime entre en collision avec sa matrice culturelle, résultant en une rupture d'histoire et de traditions, lui permettant de rafler de nombreuses commandes publiques et un succès plus large.
Dès 1927, il enseigne à l'Institut Supérieur d'Architecture de Venise, où il est professeur d'architecture mineure et de la restauration des monuments. Il a enseigné jusqu'en 1936, lorsque cette chair est confiée au prof. Giuseppe Samonà.

## Source
- (it) Notice bio

## Œuvres principales
- En 1925, il a réalisé à Vidor (TV) la War Memorial Church;
- le Pavillon de Venise en 1932,
- le pavillon grec en 1934,
- les pavillons de Yougoslavie, Roumanie et Pologne en 1938;
- la Villa Mirandolina (ou Villa Rossi) et la Maison du pharmacien dans le Lido de Venise en 1923-1924;
- En 1956, l'Hôtel Cipriani sur la Giudecca (Venise).